# Grand Valparaíso

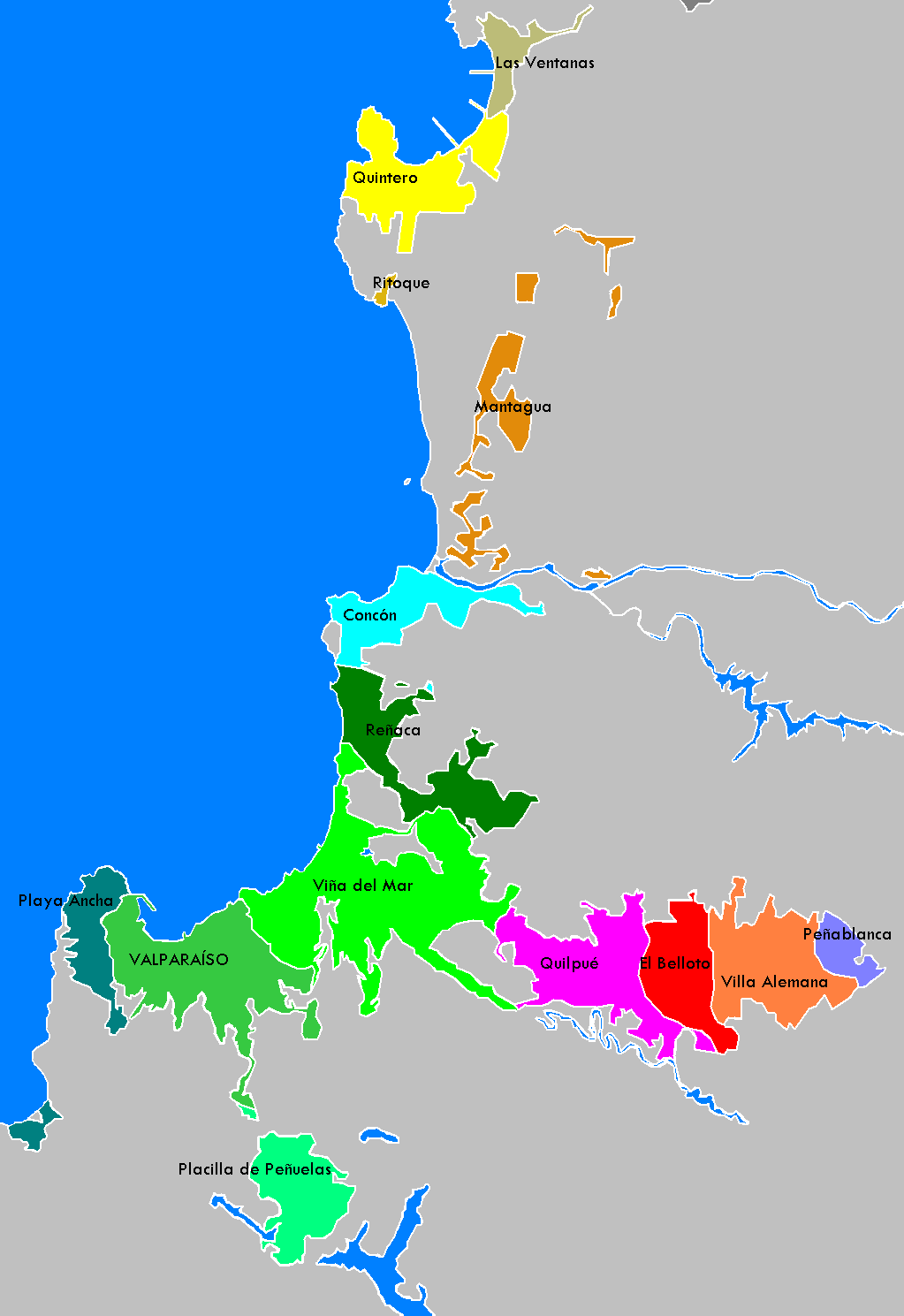
Carte du Grand Valparaiso et ses communes.

Le Grand Valparaiso est une agglomération qui comprend une grande partie de la Province de Valparaiso, située dans la région de Valparaiso, au Chili. 
Elle possède 803 683 habitants selon le recensement de l'Instituto Nacional de Estadísticas de Chile effectué durant l'année 2002 et attendra, selon les prévisions du même institut, 892 143 habitants en 2008. Sa croissance démographique étant plus lente que celle du Grand Concepción, elle est devenue la troisième conurbation du pays.

## Géographie
Elle englobe les communes de Valparaiso, Viña del Mar, Concón, Quintero, Quilpué et Villa Alemana.
Valparaiso se caractérise par une ville surplombant la mer depuis "les cerros" soit les collines. Il n'y a pas d'unanimité sur le nombre, mais au moins sur les 45 suivantes : 
- Esperanza
- Placeres
- Barón
- Lecheros
- Larraín
- Recreo
- Rodríguez
- Molinos
- Polanco
- Rocuant
- Delicias
- O´Higgins (Las Zorras)
- San Roque
- Ramaditas
- Santa Elena
- Merced
- La Virgen
- Pajonal
- Las Cañas
- El Litre
- La Cruz
- Monjas
- Mariposas
- Florida
- San Juan de Dios
- Bellavista
- Jiménez
- Miraflores
- La Loma
- Yungay
- Panteón
- Cárcel
- Concepción
- Alegre
- San Francisco
- Cordillera  (Blanco)
- Chaparro
- Mesilla
- Toro
- Santo Domingo
- Carretas
- Arrayán
- Perdices
- Artillería
- Playa Ancha

Valparaiso est divisé en 2 parties: le Plan (partie basse) et les Cerros. Le plan était traditionnellement divisé entre le secteur d'El Almendral, où sont situés les services publics comme le congrès et le secteur portuaire où sont les bars, hôtels qui logèrent les marins. À ces installations, on peut rajouter les secteurs bancaires et de douanes.

## Climat
La ville a un climat méditerranéen. Généralement le climat est tempéré dans toutes les saisons. Les brises de l'océan tendant à maintenir Valpo et Viña del Mar plus fraîches en hiver et douces au printemps que dans les autres communes (Quilpué et Villa Alemana)

## Éducation

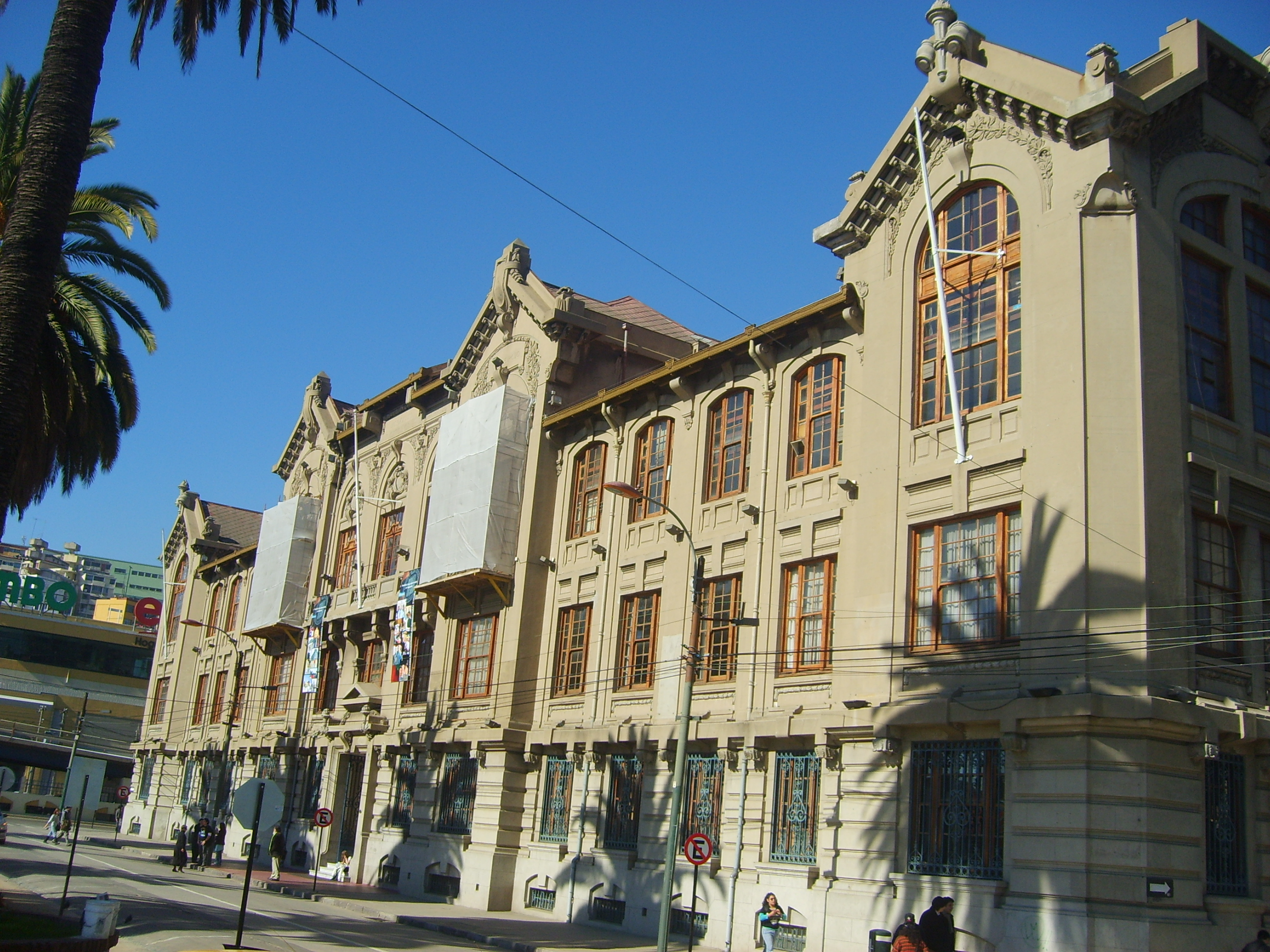
Casa Central Pontificia Universidad Católica de Valparaíso

On reconnaît la grande quantité d'établissements d'Enseignements supérieur, universités d’État et privées, Instituts Professionnels et centres de formation techniques principalement à Valparaiso et Viña del Mar, selon des statistiques de 2002, 13,5 % des 165 927 élèves de l'enseignement supérieur du pays sont dans cette ville,.

### Universités

#### Universités traditionnelles
- Pontificia Universidad Católica de Valparaíso
- Universidad Técnica Federico Santa María
- Universidad de Playa Ancha de Ciencias de la Educación
- Universidad de Valparaíso
- Universidad de Los Lagos
- Universidad Tecnológica Metropolitana

#### Universités privées
- Universidad Tecnológica de Chile INACAP
- Universidad Adolfo Ibáñez
- Universidad de Aconcagua
- Universidad del Mar
- Universidad Marítima de Chile
- Universidad Nacional Andrés Bello
- Universidad ARCIS
- Universidad Santo Tomás
- Universidad de Viña del Mar
- Universidad de Las Américas

### Instituts Professionnels
- DuocUC
- Instituto Profesional Latinoamericano de Comercio Exterior (IPLACEX)
- Instituto Profesional Libertador de Los Andes
- Instituto Profesional Ciencias y Educación Helen Keller
- Instituto de Secretariado INSEC
- Instituto Profesional Santo Tomás, Sede Viña del Mar.
- Instituto Profesional Diego Portales, Sede Viña del Mar.
- AIEP, Sede Viña del Mar

### Centres de formation techniques
- Instituto Técnico Profesional Marítimo de Valparaíso
- Centro de Formación Técnica UCEVALPO
- Instituto de Estudios Bancarios Guilermo Subercaseaux

### Écoles matrices
- Escuela Naval Arturo Prat
- Academia Politécnica Naval